# Liste der Mitglieder der Deutschen Akademie der Naturforscher Leopoldina/1747
Die Liste der Mitglieder der Deutschen Akademie der Naturforscher Leopoldina für 1747 enthält alle Personen, die im Jahr 1747 zum Mitglied ernannt wurden. Insgesamt gab es drei neu gewählte Mitglieder.

## Mitglieder
| Nr. | Name                       | Beiname       | Geboren       | Aufnahme | Gestorben     | Bild | Datenbank |
| --- | -------------------------- | ------------- | ------------- | -------- | ------------- | ---- | --------- |
| 548 | Johann Friedrich Fürstenau | Faustinus IV. | 31. Okt. 1724 | 7. Aug.  | 22. März 1751 |      | 2861      |
| 549 | Adam von Molnar            | Marcellus II. | 24. Dez. 1716 | 4. Dez.  |               |      | 5713      |
| 550 | Christoph Friedrich Kühn   | Euelpides II. | Dez. 1711     | 18. Dez. | 28. Apr. 1761 |      | 4791      |

## Hinweis zu den Lebensdaten
In der Liste sind zunächst die Lebensdaten gemäß Archiv der Leopoldina aufgenommen. Die Lebensdaten im Namensartikel können daher von den Lebensdaten in der Liste abweichen.